# Ceratites
Ceratites – rodzaj głowonogów z wymarłej podgromady amonitów, z rzędu Ceratitida
Żył w okresie triasu (najwyższy anizyk - ladyn). Jest to rodzaj o ceratytowej linii przegrodowej, lekko ewolutnej muszli, większość gatunków posiada wydatne żebra, a niektóre także kolce (np. Ceratites spinosus). Większość gatunków ma mocno spłaszczoną stronę brzuszną muszli. Rodzaj typowy dla górnego wapienia muszlowego tzw. triasu germańskiego, pospolicie spotykany w tym wydzieleniu na obszarze głównie Niemiec i Polski pozakarpackiej. Dla tego obszaru ma duże znaczenie stratygraficzne. Okazy spoza basenu germańskiego są sporadyczne i mają dyskusyjny status rodzajowy lub mogą być przypadkowymi imigrantami z macierzystego obszaru.
Główne gatunki (najstarszy na dole, najmłodszy na górze):
- Ceratites semipartitus
- Ceratites dorsoplanus
- Ceratites weyeri
- Ceratites nodosus
- Ceratites praenodosus
- Ceratites sublaevigatus
- Ceratites enodis
- Ceratites postspinosus
- Ceratites spinosus
- Ceratites evolutus
- Ceratites compressus
- Ceratites robustus
- Ceratites pulcher
- Ceratites atavus